# Boris Kopitović
Boris Kopitović là một cầu thủ bóng đá Montenegro thi đấu cho BATE Borisov và cho đội tuyển quốc gia Montenegro ở vị trí trung vệ.

## Sự nghiệp câu lạc bộ
Ngày 1 tháng 9 năm 2013 anh ra mắt cùng với Budućnost Podgorica trước Mladost Podgorica. Ngày 30 tháng 5 năm 2015 anh ghi bàn thắng đầu tiên trước Zeta.
Ngày 11 tháng 7 năm 2015 anh ký hợp đồng với Hapoel Acre.

## Sự nghiệp quốc tế
Vào tháng 5 năm 2016 anh là một phần của đội tuyển Montenegro "B".

## Danh hiệu
Budućnost Podgorica
- Cúp bóng đá Montenegro: 2012–13